# Puerta Dorada de Vladímir
La Puerta Dorada de Vladímir (en ruso: Zolotýe Vorota, Золотые ворота) es un arco de triunfo ubicado en Vladímir, Rusia. Forma parte del Patrimonio de la Humanidad de la Unesco desde 1992 como integrante del conjunto denominado Monumentos Blancos de Vladímir y Súzdal.
Fue construida entre 1158 y 1164. Es el único ejemplo conservado —aunque parcialmente— de las antiguas puertas de entrada a la ciudad, que se situaban en la antigua muralla, ya desaparecida, para guardar la entrada oeste de la ciudad.
En su interior hay un museo dedicado a la invasión mongola de Rusia que se produjo en el siglo XIII.

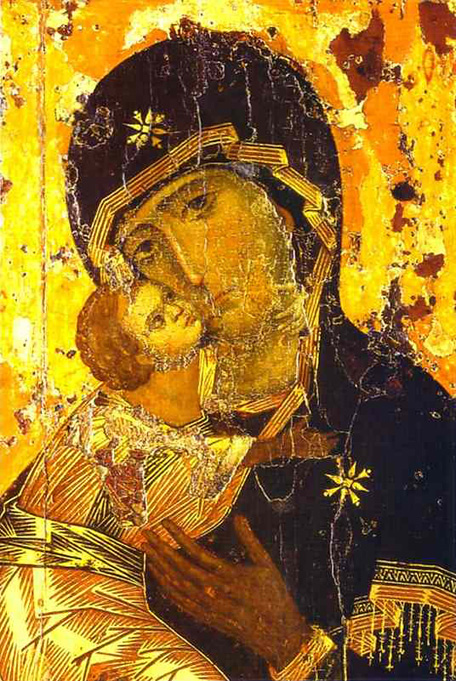
La veneración de la Theotokos fue introducida por el príncipe Andréi Bogoliubski, quien instaló en su palacio el icono conocido como la Virgen de Vladímir.

Las "puertas doradas" existían en las ciudades sagradas de la Iglesia ortodoxa —Jerusalén, Constantinopla, y Kiev—. Con el fin de convertir Vladímir en la capital de su principado, el príncipe Andréi Bogoliubski quería emular estas estructuras, y para ello puso en funcionamiento una torre alta sobre la principal puerta de la ciudad, que sería erigida en piedra caliza y cubierta con placas de oro. Es probable que los mamposteros fueran de Bizancio, ya que utilizaban las medidas griegas más que las rusas. El arco principal medía 15 metros de alto. La estructura estaba coronada con una iglesia barbacana dedicada a la Deposición del Manto de la Virgen, simbolizando la protección de Theotokos sobre Vladímir.
Las puertas resistieron la destrucción de Vladímir por parte de los mongoles en 1237. A finales del siglo XVIII, sin embargo, la estructura estaba tan deteriorada que Catalina la Grande temía atravesar el arco por miedo a que este se derrumbara. En 1779, ordenó las medidas y planos detallados para la ejecución del monumento. En 1795, después de muchas discusiones, las bóvedas y la iglesia barbacana fueron demolidas. Construyeron dos torres flanqueadoras para reforzar la estructura, y posteriormente reconstruyeron la barbacana sobre la base de los planos de 1779.